# Hugo Erdmann

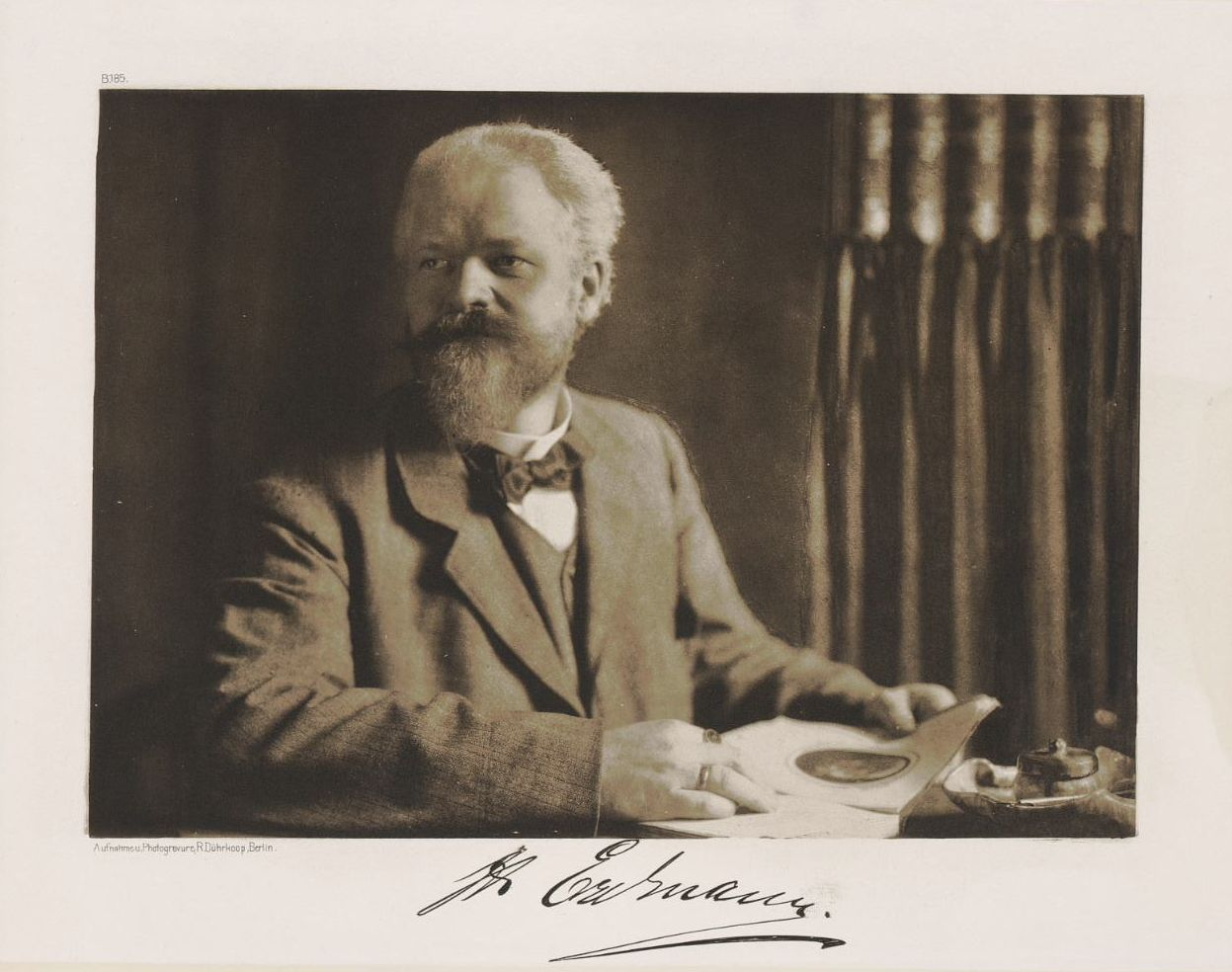
Hugo Erdmann, 1907, Foto von Rudolf Dührkoop

Wilhelm Traugott Hugo Erdmann (* 8. Mai 1862 als in Preußisch Holland, Provinz Preußen; † 25. Juni 1910 in Müritzsee, Priborn) war ein deutscher Chemiker und Hochschullehrer.

## Leben
Nach Privatunterricht bei seinem Vater besuchte Erdmann das Gymnasium in Tilsit. Er studierte in Straßburg, München und an der Martin-Luther-Universität Halle-Wittenberg Mathematik und Chemie. 1883 wurde er bei Rudolph Fittig an der Universität Straßburg (damals Kaiser-Wilhelms-Universität Straßburg) mit dem Thema Condensationen und Metamorphosen der Phenylcrotonsäuren promoviert. 1894 wurde er Hochschullehrer für Chemie in Halle und wechselte 1901 an die Technische Hochschule Charlottenburg in Berlin.
Gemeinsam mit Jacob Volhard entdeckte er die Thiophensynthese, die nach den beiden benannte Volhard-Erdmann-Zyklisierung. 1898 erschuf er den Namen „Edelgase“.
Zum Studium von Gold- und Ölvorkommen bereiste Erdmann mehrfach Asien, Sibirien, Alaska, China und das kaukasische Gebiet.
Erdmann verfasste zahlreiche wissenschaftliche Abhandlungen, aber auch Romane und Essays.
Erdmann starb bei einem Schiffsunfall auf dem Müritzsee in der Gemeinde Priborn.

## Werke (Auswahl)
- Anleitung zur Darstellung chemischer Präparate, 1891 (online im Internet Archive), englische Übersetzung Introduction to chemical preparations von Frederick Levy Dunlap 1900 (online)
- Lehrbuch der Anorganischen Chemie, zweite Auflage 1900 (online), vierte Auflage 1906 (online)
- gemeinsam mit Paul Köthner: Naturkonstanten in alphabetischer Ordnung, 1905
- Barnoti – Herrscher der Steppe, 1941
- Nengai. Der Heilige Speer, 1944